# Rafael Tománek
Rafael Tománek (* 3. července 1959) je bývalý slovenský fotbalista, obránce.

## Fotbalová kariéra
V československé lize hrál za Inter Bratislava. Nastoupil ve 20 ligových utkáních. Ve druhé nejvyšší soutěži hrál za Iskru Matador Bratislava a ZŤS Petržalka. V Poháru vítězů pohárů nastoupil v 1 utkání.

## Ligová bilance
| Ročník                                      | Zápasy | Góly | Klub                           |
| ------------------------------------------- | ------ | ---- | ------------------------------ |
| 1. slovenská národní fotbalová liga 1981/82 | 29     | 0    | Iskra Matador Bratislava       |
| 1. slovenská národní fotbalová liga 1982/83 | 29     | 0    | Iskra Matador Bratislava       |
| 1. slovenská národní fotbalová liga 1985/86 | 11     | 0    | ZŤS Petržalka                  |
| 1. slovenská národní fotbalová liga 1986/87 | 2      | 0    | Inter ZŤS Bratislava-Petržalka |
| 1. československá fotbalová liga 1987/88    | 3      | 0    | Inter Bratislava               |
| 1. československá fotbalová liga 1988/89    | 17     | 0    | Inter Bratislava               |
| CELKEM                                      | 10     | 0    |                                |